# Spaakbeen

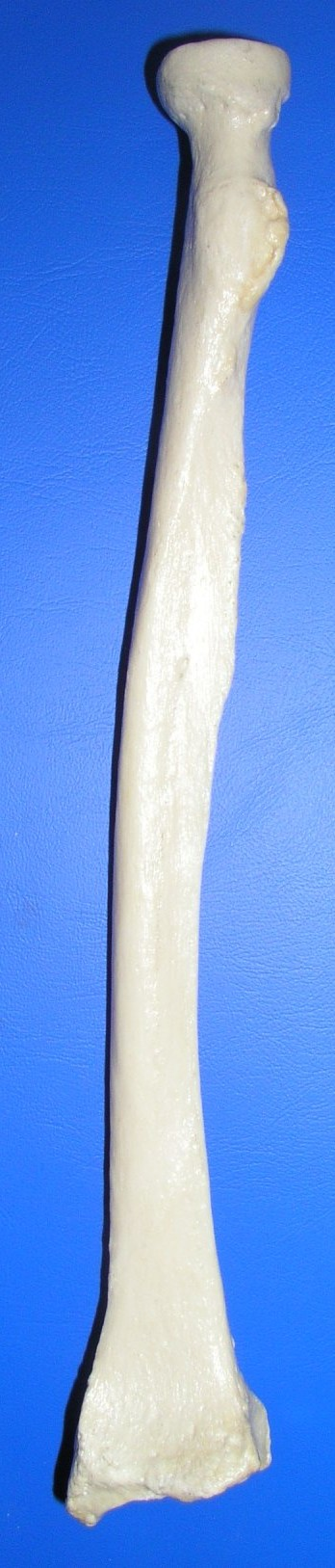
Spaakbeen mens - vooraanzicht

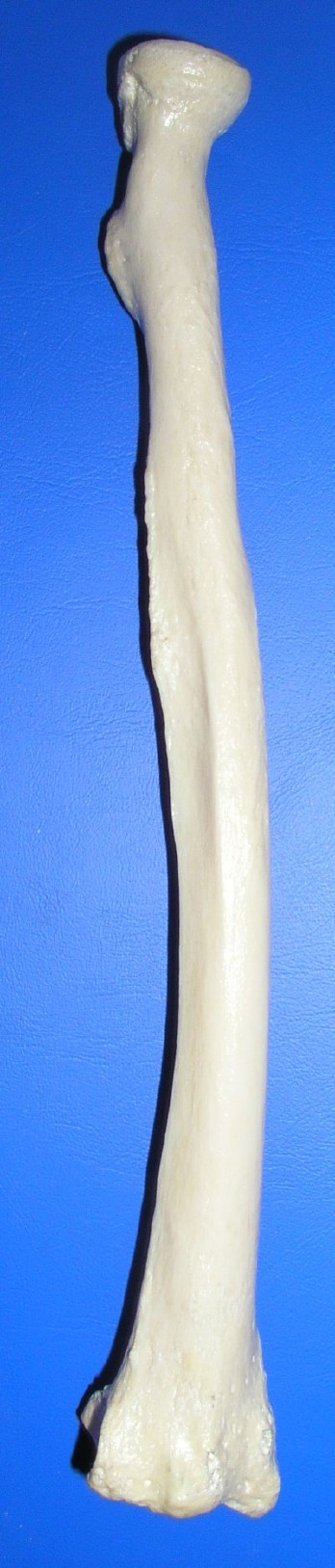
Spaakbeen mens - achteraanzicht

Het spaakbeen of de radius is een bot in de onderarm, dat van de elleboog naar de pols aan de laterale kant loopt (de kant van de duim). Het spaakbeen zit aan de laterale kant van de ellepijp, die langer en groter is. De bovenkant is smal, en vormt slechts een klein gedeelte van het ellebooggewricht, de onderkant daarentegen is breed en vormt het belangrijkste deel van het polsgewricht. Het is een lang bot, prismatisch van vorm en lichtjes gebogen in de lengte. Spaakbeen en ellepijp zijn verbonden door een rolgewricht.
De mens is een van de weinige zoogdieren waarbij het spaakbeen om de ellepijp kan draaien, zodat de handpalm zowel naar boven als naar beneden gehouden kan worden.
schedel · wervelkolom · borstkas · borstbeen · schoudergordel · arm · bekkengordel · been

bot · gewricht · botten van de mens